# Anthidiellum notatum
Anthidiellum notatum là một loài Hymenoptera trong họ Megachilidae. Loài này được Latreille mô tả khoa học năm 1809.

## Hình ảnh

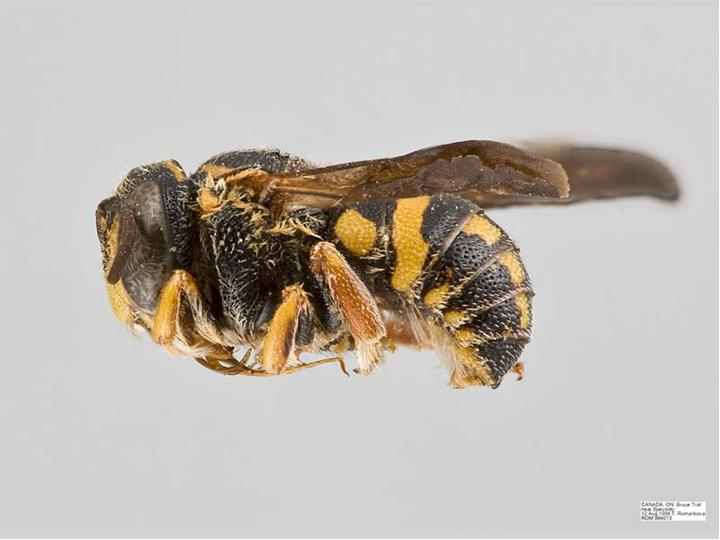
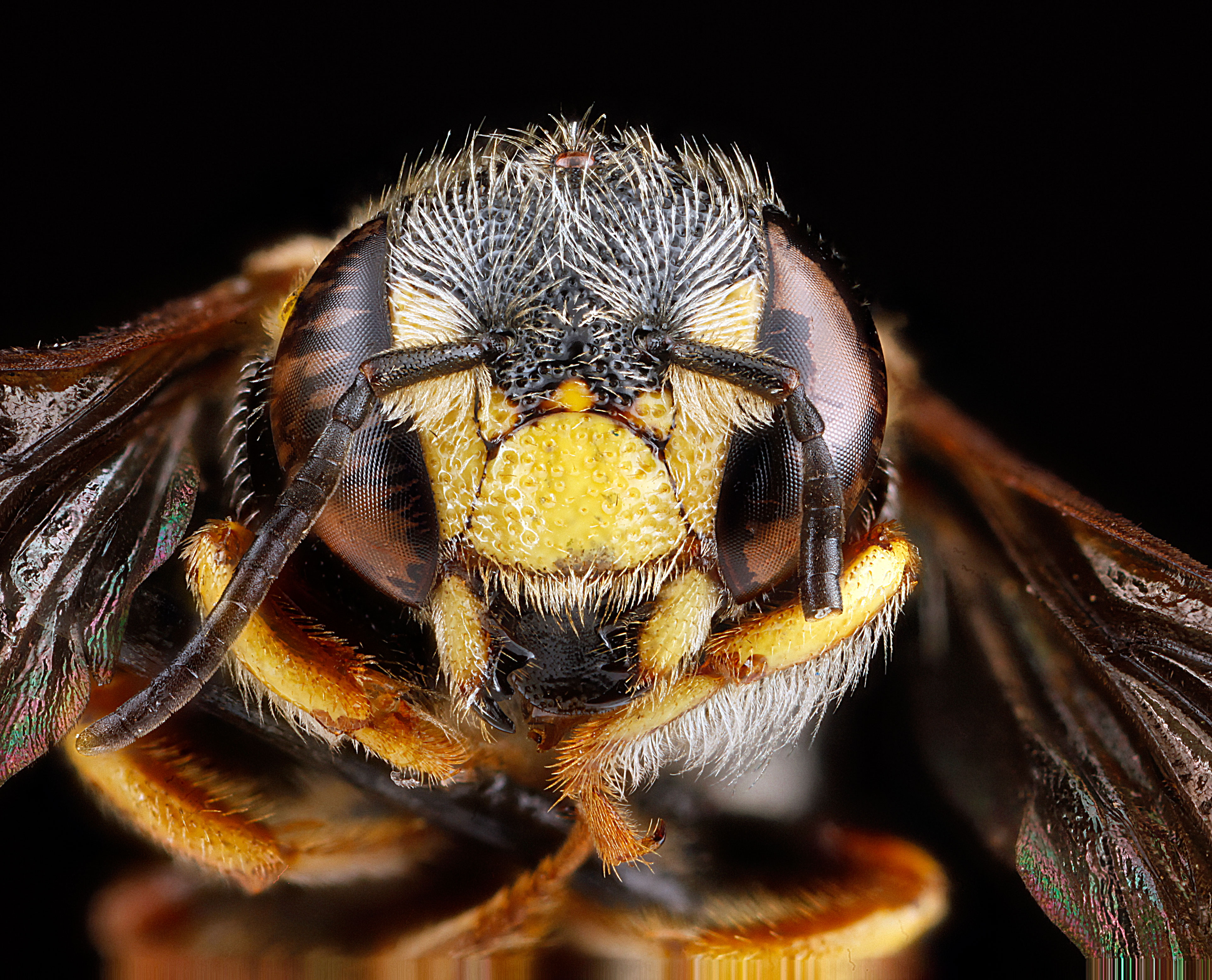
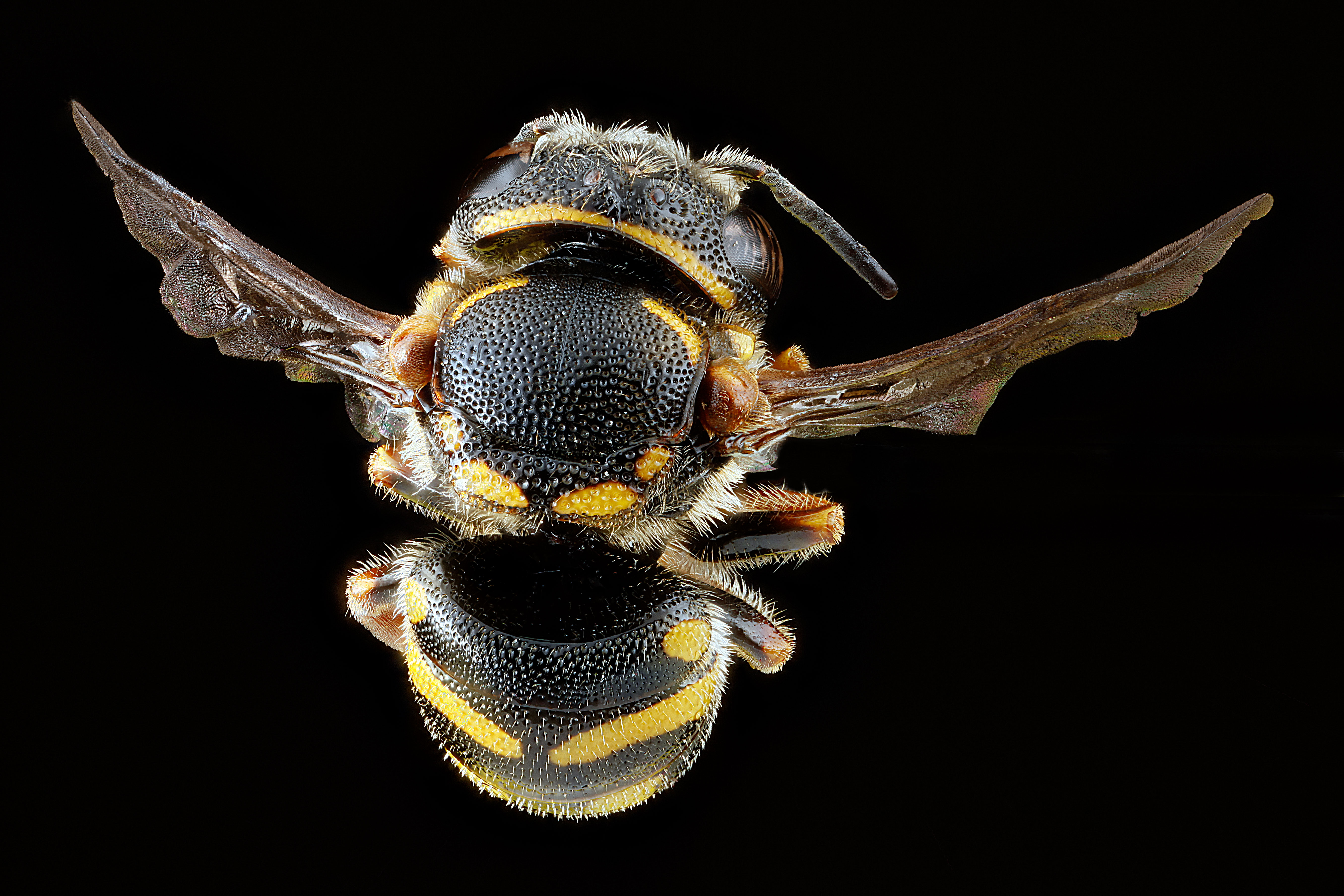
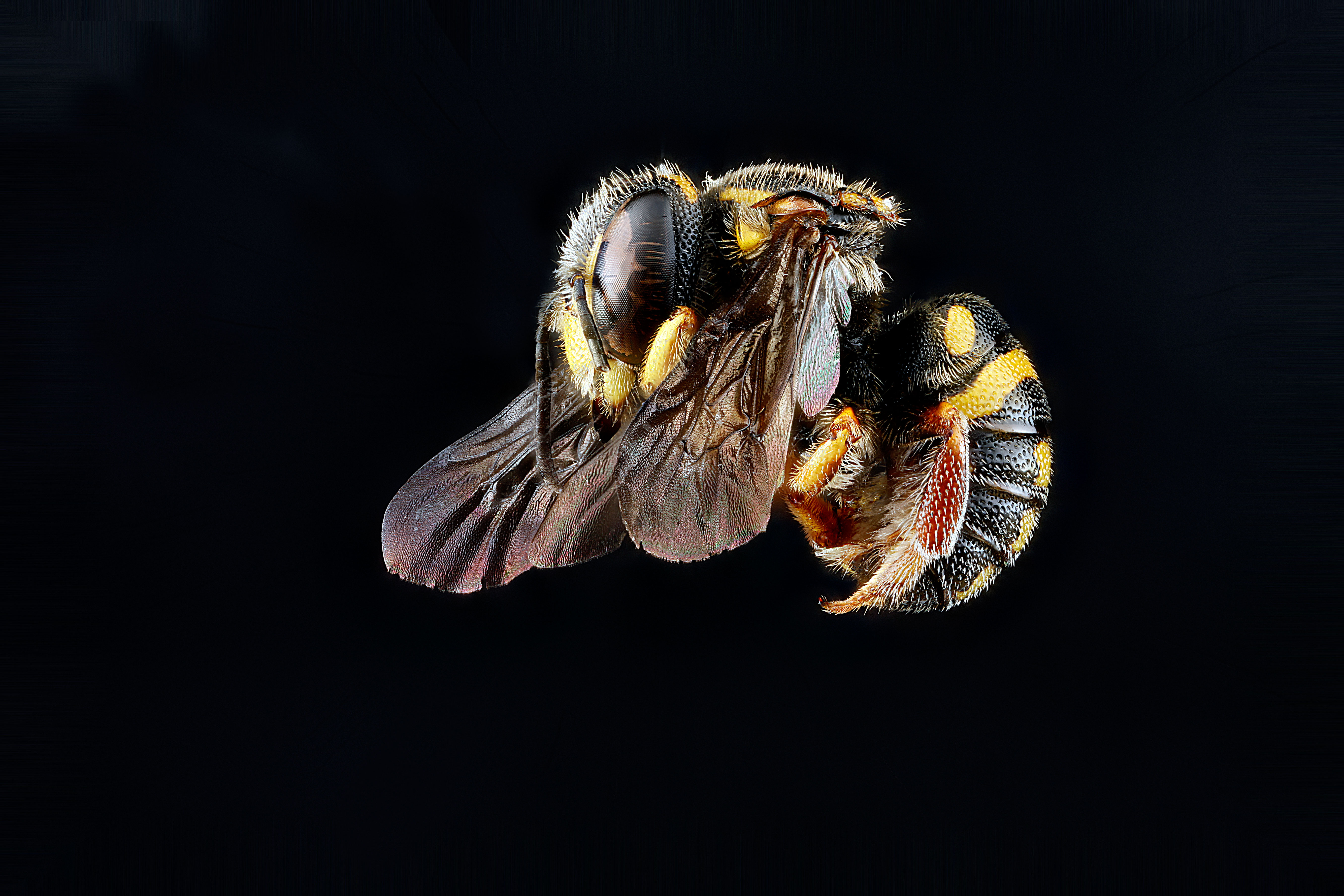